# Горст-Тессен фон Камеке
Горст-Тессен фон Камеке (нім. Horst-Tessen von Kameke; 21 лютого 1916, Кіль — 24 червня 1943, Біскайська затока) — німецький офіцер-підводник, капітан-лейтенант крігсмаріне.

## Біографія
5 квітня 1935 року вступив на флот. З 13 січня по 22 лютого 1943 року — командир підводного човна UD-5, з 15 квітня 1943 року — U-119. 25 квітня вийшов у свій перший і останній похід. 24 червня U-119 був потоплений у Біскайській затоці (44°59′ пн. ш. 12°24′ зх. д.) глибинними бомбами і тараном британського шлюпа «Старлінг». Всі 57 членів екіпажу загинули.
Всього за час бойових дій потопив 1 корабель водотоннажністю 2937 тонн і пошкодив 1 корабель водотоннажністю 7176 тонн. Обидва кораблі підірвались на мінах, при цьому ніхто з членів екіпажів не загинув.
| Дата          | Назва корабля              | Тип               | Тоннаж | Вантаж                                     | Екіпаж | Країна | Convoy |
| ------------- | -------------------------- | ----------------- | ------ | ------------------------------------------ | ------ | ------ | ------ |
| 3 червня 1943 | Halma                      | Торговий теплохід | 2,937  | 2975 тонн генеральних вантажів для баз США | 48     | Панама | BX-55  |
| 28 липня 1943 | John A. Poor (пошкоджений) | Торговий пароплав | 7,176  | 8500 тонн генеральних вантажів             | 71     | США    | BX-55  |

## Звання
- Кандидат в офіцери (5 квітня 1935)
- Морський кадет (25 вересня 1935)
- Фенріх-цур-зее (1 липня 1936)
- Оберфенріх-цур-зее (1 січня 1938)
- Лейтенант-цур-зее (1 квітня 1938)
- Оберлейтенант-цур-зее (1 жовтня 1939)
- Капітан-лейтенант (1 листопада 1942)

## Нагороди
- Медаль «За вислугу років у Вермахті» 4-го класу (4 роки)